# Зоря (Ачитський міський округ)
Зоря́ (рос. Заря) — селище у складі Ачитського міського округу Свердловської області.
Населення — 738 осіб (2010, 802 у 2002).
Національний склад станом на 2002 рік: росіяни — 92 %.